# Ketchikan, Alaska
Ketchikan (/ˈkɛtʃɪkæn/ KETCH-ih-kan; tiếng Tlingit: Kichx̱áan) là một thành phố thuộc quận Ketchikan Gateway, Alaska, Hoa Kỳ. Đây là thành phố cực đông nam Alaska. Với dân số thống kê năm 2010 là 8.050 người, đây là thành phố đông dân thứ năm trong bang, thứ mười nếu tính cả những nơi ấn định cho điều tra dân số. Phần quận Ketchikan Gateway xung quanh là ngoại ô của thành phố, nằm dọc cao tốc Tongass, trải ra về phía bắc và nam; ngoài ra có những điểm dân cư nông thôn khác (mà đường thủy là con đường kết nối chính). Tổng cộng có 13.477 người (2010). Ước tính dân số năm 2017 chừng 13.754 người. Hợp nhất ngày 25 tháng 8 năm 1900, Ketchikan là thành phố hợp nhất sớm nhất tại Alaska, do sự hợp nhất hay thống nhất những thành phố khác của Alaska vào Hoa Kỳ sẽ buộc chính quyền địa phương của điểm dân cư đó giải tán. Ketchikan nằm trên đảo Revillagigedo, và được Thuyền trưởng George Vancouver đặt tên năm 1793.
Ketchikan lấy tên từ lạch Ketchikan, một con lạch chảy qua thành phố, đổ vào eo Tongass. "Ketchikan" lại bắt nguồn từ tên con lạch trong tiếng Tlingit, Kitschk-hin. Trong tiếng Tlingit hiện đại, tên thành phố là Kichx̱áan.

## Lịch sử

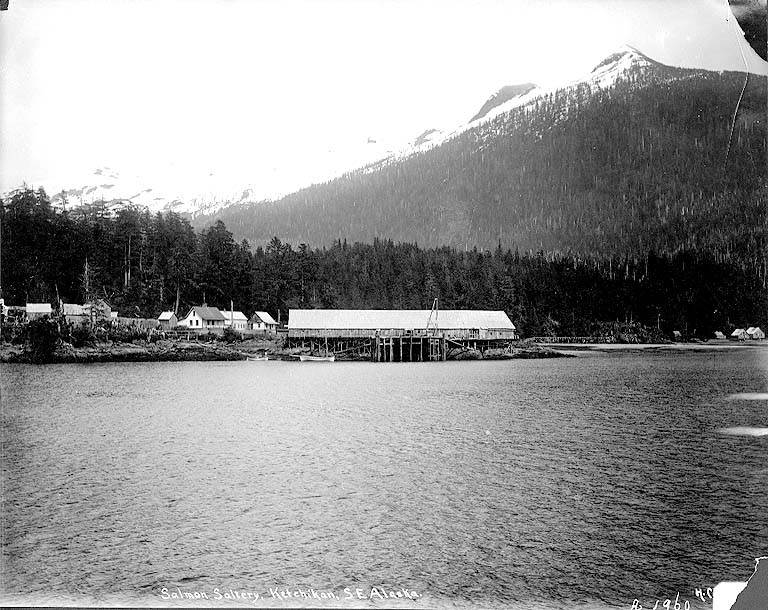
Nhà muối cá Clark and Martin, 1897

Lạch Ketchikan đã đóng vai trò trại bắt cá mùa hè của người Tlingit từ lâu cho tới khi Mike Martin lập ra điểm dân cư này năm 1885. Ông được một công ty đồ hộp Oregon phái đến. Ông, cùng George Clark (người trước đó là quản đốc một nhà máy đồ hộp không may bị cháy), lập nhà muối cá Clark & Martin và một tiệm tạp hoá.